# الکساندر مورگان
الکساندر مورگان (انگلیسی: Alexander Morgan؛ زادهٔ ۱۸ ژوئیهٔ ۱۹۹۴) دوچرخه‌سوار اهل استرالیا است.